# 영화는 영화다
《영화는 영화다》는 2008년에 개봉한 대한민국의 영화이다. 장훈의 감독 데뷔작으로, 김기덕이 각본을 담당했다.

## 줄거리
깡패보다 더 깡패같은 배우 장수타(강지환 분)와 조직폭력패 넘버 투(소지섭 분)이 액션씬을 실제 싸움으로 하는 조건으로 영화를 찍는내용이다.

## 캐스팅
- 소지섭 : 이강패 역
- 강지환 : 장수타 역
- 홍수현 : 강미나 역
- 고창석 : 봉 감독 역
- 박수영 : 이 실장 역
- 송용태 : 백 회장 역
- 한기중 : 박 사장 역
- 한승도 : 똘마니 1 역
- 조석현 : 똘마니 2 역
- 강홍석 : 똘마니 3 역
- 최태식 : 똘마니 4 역
- 곽희원 : 똘마니 5 역
- 조철우 : 똘마니 6 역
- 김태환 : 매니저 역
- 공정환 : 성민 역
- 김광룡 : 민 사장 역
- 김상근 : 박 사장 수행남 역
- 김민교 : 협박범 1 역
- 홍주용 : 협박범 2 역
- 정만식 : 형사 역
- 강승민 : 건설현장 소장 역
- 고경민 : 양복남 역
- 허태희 : 기자 1 역
- 류혜연 : 기자 2 역
- 임도영 : 기자 3 역
- 박초롱 : 룸사롱 아가씨 1 역
- 김소리 : 룸사롱 아가씨 2 역
- 하일수 : 룸사롱 지배인 역
- 이선수 : 룸사롱 웨이터 역
- 김태웅 : 호텔 점퍼남 역
- 진은실 : 점퍼남 여자친구 역
- 최재섭 : 클럽 취객남 역
- 노현수 : 밴 렌탈남 역
- 배용근 : 바텐더 역
- 윤정열 : 수입차 매장직원 역
- 권영국 : 영화제작자 역
- 박현수 : 카페 여직원 역
- 박상진 : 조직원 조연 역
- 이한범 : 교도관 역
- 민대식 : 응급실 의사 역
- 김가은 : 응급실 여자아이 역
- 김이도 : 뮤지컬배우 1 역
- 김일재 : 뮤지컬배우 2 역
- 김진만 : 뮤지컬배우 3 역
- 임석규 : 뮤지컬배우 4 역
- 오호진 : 수타 트레이닝 코치 역
- 윤정진 : 영화속 조감독 역
- 김하나 : 영화속 스크립터 역
- 이경준 : 영화속 연출부 막내 역
- 이시은 : 수타 팬클럽회장
- 이수정 : 포장마차여 1 역
- 최해림 : 포장마차여 2 역
- 장희진 : 은선 역 (특별출연)

## 수상정보
2008년
- 제11회 디렉터스 컷 시상식 올해의 제작사상 (김기덕)
- 제28회 한국영화평론가협회상 남자신인상 (강지환)
- 제28회 한국영화평론가협회상 남자연기자상 (소지섭)
- 제28회 한국영화평론가협회상 신인감독상 (장훈)
- 제16회 대한민국문화연예대상 영화 작품상

2009년
- 제8회 뉴욕 아시아 영화제 떠오르는 아시아스타상 (소지섭)
- 제18회 부일영화상 베스트 드레서상 (소지섭)
- 제18회 부일영화상 신인 남자 연기상 (소지섭)
- 제10회 부산영화평론가협회상 신인남우상 (소지섭)
- 제10회 부산영화평론가협회상 신인남우상 (강지환)
- 제12회 상하이국제영화제 진주에상 음악상 (노형우)
- 제46회 대종상 영화제 시나리오상 (장훈 외3명)
- 제46회 백상예술대상 영화 남자신인연기상 (소지섭)
- 제46회 백상예술대상 영화 남자신인연기상 (강지환)

## 관련 일화
- ‘영화는 영화다’에는 또 다른 엔딩이 있었다. 수타가 올 블랙으로 입고 자신의 눈으로 찰영한 마지막 강패의 모습을 영화관에 혼자 앉아 보고 있는 엔딩 신이 삭제되었다. 이 장면은 극 초반 검은 정장을 빼입은 강패가 영화관에 홀로 앉아 수타의 영화를 보고 있는 것과 연관되어 강패와 수타가 동일시 된 인물로 해석 할 수 있는 가능성이 생긴다. 김기덕 감독은 이 장면을 적극적으로 밀었지만, 관객이 이해하기 힘들 것이라는 판단으로 삭제하게 되었다.[1]
- 리얼한 느낌의 액션씬이 많아서 소지섭은 링거와 침을 늘 달고 살았다고 한다. 강지환은 사람들이 걱정 할 까봐 촬영기간 동안 다친 맨 몸을 보이지 않았다.[2]
- 소지섭이 극 중 역할을 위해 입을 올 블랙 수트는 약 20벌 가량을 바꿔가며 입은 것이다. 게다가 20여벌의 블랙 수트는 소지섭의 개인 소장용품 이었다. 강지환은 깡패보다 더한 스타배우의 캐릭터를 위해 목덜미와 팔뚝을 비롯, 자신의 밴 차량에까지 ‘首拕’ 라는 이름의 문신을 새기는 것을 직접 제안 하였으며, 재치있는 애드리브를 많이 선보였다고 한다.[3]

## O.S.T
영화 사운드 트랙으로 28곡이 수록되었으며 오감 엔터테인먼트에서 배급했다.
1. Intro : 아티스트 노형우
2. 주인공 수타 : 아티스트 노형우
3. 강패의 테마 : 아티스트 노형우
4. 성민과의 액션 : 아티스트 노형우
5. 수타의 제안 : 아티스트 노형우
6. 종로 액션씬 : 아티스트 노형우
7. 캐릭터의 뽀인트 : 아티스트 노형우
8. 수타 VS 강패 : 아티스트 노형우
9. Club : 아티스트 노형우
10. 수타의 체육관 1 : 아티스트 노형우
11. 단역배우 강패 : 아티스트 노형우
12. 박사장 어디있어? : 아티스트 노형우
13. 찾을 수 없는 곳으로 가! : 아티스트 노형우
14. 수타의 체육관 2 : 아티스트 노형우
15. 강패의 드라이브 : 아티스트 노형우
16. 강패와 미나 1 : 아티스트 노형우
17. 강패와 미나 2 : 아티스트 노형우
18. 스타의 이면 : 아티스트 노형우
19. 비디오 시퀀스 : 아티스트 노형우
20. 지하주차장 : 아티스트 노형우
21. 강패의 로망 : 아티스트 노형우
22. 강패의 현실 : 아티스트 노형우
23. 강패 & 수타 : 아티스트 노형우
24. 마끼아또 & 파르페 : 아티스트 노형우
25. 로드액션 : 아티스트 노형우
26. 갯뻘 결투 : 아티스트 노형우
27. The Last Scene : 아티스트 노형우
28. End Credit : 아티스트 노형우

## DVD
'영화는 영화다'는 DVD규격으로 2008년에 태원엔터테인먼트에서 출시되었으며,
청소년 관람 불가등급 이므로 성인 인증을 받은 후 구매 할 수 있다.
- 비디오명 : 영화는 영화다 SE
- 비디오 관람기준 : 18세관람가(청소년관람불가)
- 비디오 제조사 : (주)태원엔터테인먼트
- 비디오 제조년도 : 2008
- 비디오 규격 : DVD
- 언어 : 한국어
- 자막 : 한글/영어
- 상영시간 : 113분
- 색채 : 컬러